# Nouvelle Vague (gruppo musicale)
Nouvelle Vague è un progetto musicale francese di Marc Collin e Olivier Libaux che si propone di eseguire cover di diversi classici della new wave e del punk anni ottanta, reinterpretandoli in stile bossa nova.

## Storia

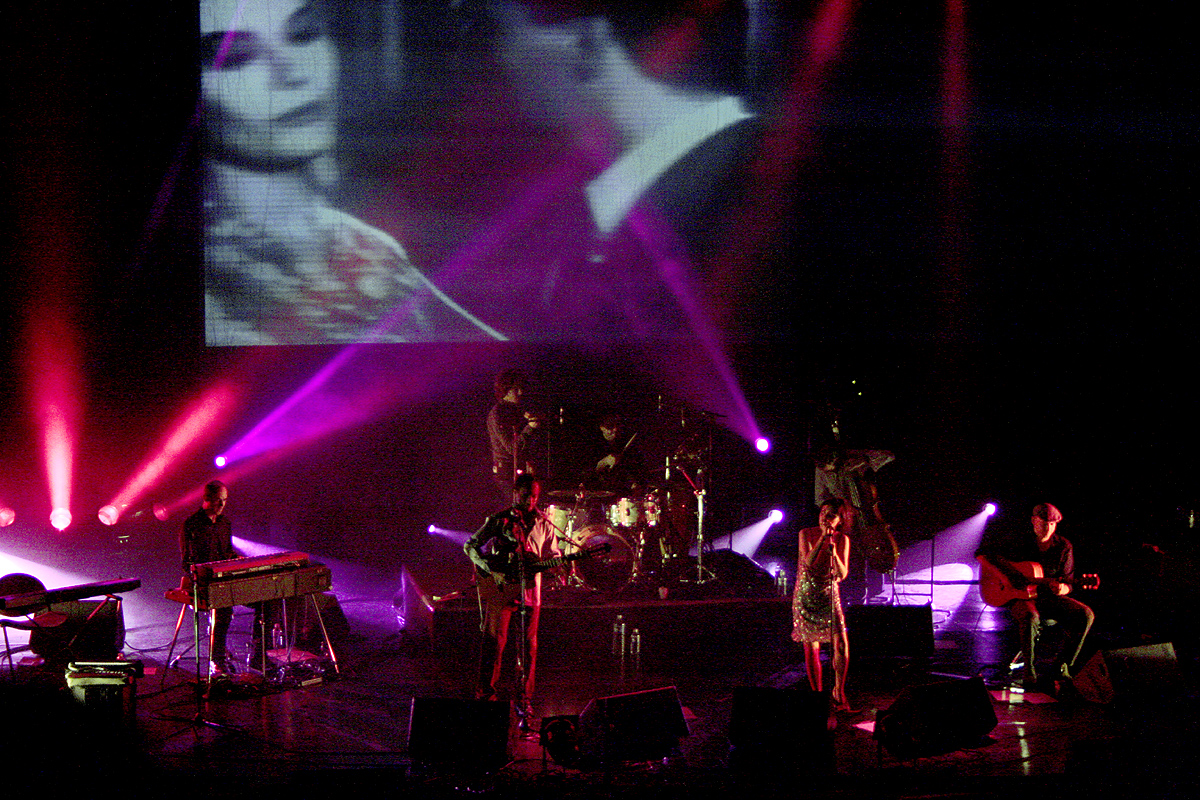
Nouvelle Vague dal vivo

Il nome del progetto è un gioco di parole che indica in primo luogo la nazionalità del gruppo, facendo riferimento al celebre movimento del cinema francese dagli anni sessanta (la Nouvelle Vague appunto); in secondo luogo Nouvelle Vague è la traduzione francese dell'inglese new wave e allude alla bossa nova.
Il primo album discografico del gruppo è l'eponimo Nouvelle Vague, pubblicato nel 2004.
Ai tre album pubblicati hanno partecipato numerosi e diversi artisti tra cui Anaïs Croze, Camille Dalmais, Phoebe Killdeer, Mélanie Pain e Marina Céleste.
Fin dal primo album Nouvelle Vague sono due le principali caratteristiche del gruppo: la presenza di cover di canzoni degli anni ottanta riarrangiate in stile bossanova e la presenza, oltre che dei due ideatori del progetto, di molte altre figure musicali di diversa nazionalità e stile (sei francesi, uno brasiliano e un newyorkese).
Tra i principali gruppi "reinventati" in questo particolare stile ci sono XTC, The Clash, The Undertones, Dead Kennedys, Joy Division, New Order, Depeche Mode. Le varie cantanti che si alternavano nel gruppo erano solite cantare solo canzoni con cui non erano familiari, per assicurare in questo modo che ciascun pezzo avesse una sua originalità. Il secondo album include tra le cover più famose una versione di Ever Fallen in Love? dei Buzzcocks, Blue Monday dei New Order, The Killing Moon di Echo & the Bunnymen e Heart of Glass di Blondie.
Nel 2006 viene pubblicato il secondo disco del gruppo, intitolato Bande à part, sempre per la Peacefrog Records, mentre nel 2009 è la volta di Acoustic, album live registrato in Portogallo.
Il terzo album in studio è invece 3, pubblicato nel giugno 2009.

## Il gruppo nei media
Molti brani suonati dai Nouvelle Vague sono stati utilizzati in diverse occasioni.
- In a Manner of Speaking dei Tuxedomoon, Just Can't Get Enough dei Depeche Mode e Teenage Kicks di The Undertones sono state usate da Channel 4 nella serie Sugar Rush.
- Just Can't Get Enough, Teenage Kicks e Dance With Me di The Lords sono state usate invece per alcune pubblicità in Regno Unito e Stati Uniti.
- Nel 2005, la loro cover di I Melt with You  dei Modern English è comparsa come colonna sonora del film Mr. & Mrs. Smith.
- La loro cover del brano dei Dead Kennedys Too Drunk to Fuck compare nella colonna sonora del film di Robert Rodríguez del 2007 Grindhouse - Planet Terror.
- In a Manner of Speaking è presente nella colonna sonora del film di Gianni Zanasi La felicità è un sistema complesso (2015) ed in quella del film di Valeria Golino Euforia oltre a In Time di Andrew Niccol.

## Formazione
- Marc Collin - tastiera
- Olivier Libaux - chitarra
- Camille - voce
- Phoebe Killdeer - voce
- Élodie Frégé - voce
- Mélanie Pain - voce
- Nadéah - voce
- Gerald Toto - voce
- Helena Noguerra - voce
- Liset Alea - voce
- Mareva Galante - voce
- Jenia Lubich - voce

## Discografia
Album in studio
- 2004 - Nouvelle Vague
- 2006 - Bande à part
- 2009 - 3
- 2010 - Couleurs sur Paris
- 2016 - I Could be happy
- 2019 - Curiosities

Live
- 2007 - Live Au Grand Rex

Raccolte
- 2010 - Best of
- 2011 - The Singers